# London Motorcycle Museum
Il London Motorcycle Museum è stato un museo a prevalente tema motociclistico situato a Londra.

## Descrizione
Il museo esponeva al suo interno una vasta collezione di motocicli britannici, tra cui soprattutto Triumph. La collezione si componeva di svariate moto, tra cui una delle prime motociclette prodotte in serie quale una 0rmonde del 1902 fino a una moderna Royal Enfield Bullet 500 del 1993.

## Storia
Bill Crosby, il fondatore del museo, iniziò a collezionare motociclette britanniche nel 1960 quando rilevò il negozio di motociclette Reg Allen a Hanwell. Le moto furono esposte a Syon Park fino al 1979 e in una serie di mostre temporanee, fino a quando non venne individuato il sito di Greenford, precedentemente utilizzato come deposito. 
Aperto nel maggio 1999 a Oldfield Lane South nel Greenford, ha chiuso nell'ottobre 2019 per via di problemi finanziari in parte dovuti all'impossibilità di far fronte ai costi di gestione. La collezione è stata venduta all'asta.